# モニカ・クーラト
モニカ・クーラト（Monika Kurath　1973年12月8日- ）はスイスの柔道選手。階級は48kg級。

## 人物
1997年の世界選手権では48kg級に出場して銅メダルを獲得した。1999年のヨーロッパ選手権では5位だった。2000年のヨーロッパ選手権でも5位となった。しかしながら、シドニーオリンピックには出場できなかった。

## 主な戦績
- 1997年 - 世界選手権　3位
- 1998年 - ドイツ国際　3位
- 1999年 - チェコ国際　2位
- 1999年 - ヨーロッパ選手権　5位
- 2000年 - ヨーロッパ選手権　5位